# 23116 Streich
23116 Streich là một tiểu hành tinh vành đai chính với chu kỳ quỹ đạo là 1521.3771878 ngày (4.17 năm).
Nó được phát hiện ngày 3 tháng 1 năm 2000 và đặt tên theo Philip Vidal Streich, the winner of the 2007 Intel International Science và Engineering Fair.